# Anticrates lucifera
Anticrates lucifera is een vlinder uit de familie van de Lacturidae. De wetenschappelijke naam van de soort is voor het eerst geldig gepubliceerd door Meyrick.